# Edificio (matematica)
In matematica, un edificio (anche edificio di Tits, da Jacques Tits) è una struttura combinatoria e geometrica che generalizza simultaneamente alcuni aspetti delle varietà di bandiera, dei piani proiettivi finiti e degli spazi simmetrici riemanniani. Gli edifici furono inizialmente introdotti da Jacques Tits come mezzo per comprendere la struttura dei gruppi algebrici lineari riduttivi isotropi su campi arbitrari. La teoria degli edifici di Bruhat-Tits gioca un ruolo nello studio dei gruppi di Lie p-adici analogo a quello della teoria degli spazi simmetrici nella teoria dei gruppi di Lie.

## Panoramica

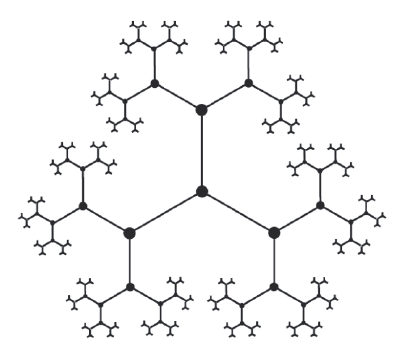
L'albero di Bruhat-Tits per il gruppo di Lie 2-adico SL(2,Q_{2})

La nozione di edificio fu inventata da Jacques Tits come mezzo per descrivere gruppi algebrici semplici su un campo arbitrario. Tits dimostrò come a ogni gruppo G di questo tipo, si possa associare un complesso simpliciale Δ = Δ(G) con un'azione di G, detto edificio sferico di G. Ai complessi Δ che possono emergere in questo modo sono imposte condizioni di regolarità molto forti da un punto di vista combinatorio. Trattando queste condizioni come assiomi per una classe di complessi simpliciali, Tits arrivò alla sua prima definizione di edificio. Parte delle informazioni che definiscono un edificio Δ è un gruppo di Coxeter W, che determina un complesso simpliciale altamente simmetrico Σ = Σ(W,S), chiamato complesso di Coxeter. Un edificio Δ è incollato insieme da più copie di Σ, chiamate i suoi appartamenti, in un certo modo regolare. Quando W è un gruppo finito di Coxeter, il complesso di Coxeter è una sfera topologica e gli edifici corrispondenti si dicono di tipo sferico. Quando W è un gruppo affine di Weyl, il complesso di Coxeter è una suddivisione del piano affine e si parla di edifici affini, o euclidei. Un edificio affine di tipo Ã1 equivale a un albero infinito senza vertici terminali.
Sebbene la teoria dei gruppi algebrici semisemplici abbia fornito la motivazione iniziale per la nozione di edificio, non tutti gli edifici nascono da un gruppo. In particolare, piani proiettivi e quadrangoli generalizzati formano due classi di grafici studiati in geometria d'incidenza che soddisfano gli assiomi di un edificio, ma non possono essere collegati ad alcun gruppo. Questo fenomeno risulta essere correlato al basso rango del sistema Coxeter corrispondente (cioè due). Tits ha dimostrato un teorema notevole: tutti gli edifici sferici di rango almeno tre sono collegati a un gruppo; inoltre, se un edificio di rango almeno due è collegato a un gruppo, allora il gruppo è essenzialmente determinato dall'edificio.